# Campeonato de Escocia de Rugby 1996-97
El Campeonato de Escocia de Rugby (Premiership One) de 1996-97 fue la vigésimo cuarta edición del principal torneo de rugby de Escocia.

## Sistema de disputa
El torneo se disputó en formato de todos contra todos en la que cada equipo enfrentó a cada uno de sus rivales.
El equipo que al finalizar el torneo obtuviera mayor cantidad de puntos, se coronó como campeón del torneo.
Puntuación
Para ordenar a los equipos en la tabla de posiciones se los puntuará según los resultados obtenidos.
- 2 puntos por victoria.
- 1 puntos por empate.
- 0 puntos por derrota.

## Clasificación
| Pos. | Equipo              | Encuentros | Encuentros | Encuentros | Encuentros | Tantos | Tantos | Tantos | Puntos |
| Pos. | Equipo              | PJ         | PG         | PE         | PP         | F      | C      | Dif    | Puntos |
| ---- | ------------------- | ---------- | ---------- | ---------- | ---------- | ------ | ------ | ------ | ------ |
| 1.º  | Melrose RFC         | 14         | 14         | 0          | 0          | 582    | 215    | +367   | 28     |
| 2.º  | Watsonians          | 14         | 12         | 0          | 2          | 587    | 226    | +361   | 24     |
| 3.º  | Currie Chieftains   | 14         | 9          | 0          | 5          | 379    | 259    | +120   | 18     |
| 4.º  | Boroughmuir RFC     | 14         | 6          | 1          | 7          | 394    | 325    | +69    | 13     |
| 5.º  | Hawick RFC          | 14         | 5          | 0          | 9          | 268    | 397    | -129   | 10     |
| 6.º  | Jed-Forest RFC      | 14         | 4          | 0          | 10         | 217    | 509    | -292   | 8      |
| 7.º  | Heriot's FP         | 14         | 3          | 0          | 11         | 224    | 416    | -192   | 6      |
| 8.º  | Stirling County RFC | 14         | 2          | 1          | 11         | 220    | 524    | -304   | 5      |

|  | Campeón. |

| Bandera de Escocia  |
| Campeón Melrose RFC |
| Sexto título        |